# ليو بوغارت
ليو بوغارت (بالإنجليزية: Leo Bogart)‏ هو عالم اجتماع أمريكي، ولد في 1921 في لفيف في أوكرانيا، وتوفي في 15 أكتوبر 2005 في نيويورك في الولايات المتحدة.